# Ŭ
Ŭ, ŭ (U с краткой) — буква расширенной латиницы, 26-я буква алфавита эсперанто, также используемая в белорусской латинице, джарайском, мада и квасио.

## Использование
В эсперанто и белорусской латинице буква обозначает звук [w].
Также используется в белорусской национальной системе транслитерации географических названий, романизации ALA-LC и научной транслитерации кириллицы для передачи буквы Ў.
В джарайском обозначает краткий гласный [ŭ] или глоттализованный [uʔ] (на конце слова).